# Ruederche
Die Ruederche ist ein etwas über 10 Kilometer langer, mit seinem linken Oberlauf Schulbach etwa 111⁄2 Kilometer langer Bach, welcher durch das aargauische Ruedertal fliesst. Sie entspringt im Schiltwald und mündet in Schöftland von rechts in die Suhre. Dabei durchfliesst die Ruederche die drei politischen Gemeinden Schmiedrued, Schlossrued und Schöftland.

## Geographie

### Verlauf

#### Quellbäche

##### Schulbach
Der Schulbach ist der 1,3 km lange, südwestliche und linke Quellbach der Ruederche. Er ist Teil des hydrologischen Hauptstrangs und hat ein Einzugsgebiet von 0,94 km².
Der Schulbach entspringt im Schiltwald  auf einer Höhe von etwa 800 m ü. M. im Gewann Pfaffenmätti knapp 400 Meter südlich des Weilers Schweikhof direkt an der Grenze zum Kanton Luzern in einem Erlen-Eschenwald.
Er fliesst in Richtung Nordnordosten durch den Wald und wird dabei durch ein aussergewöhnlich verästeltes System von Quellen und Quellbächen, welche den ganzen Schiltwald durchziehen, verstärkt.
Beim Weiler Winkel oberhalb von Innerer Schiltwald fliesst er mit dem aus dem Süden kommenden Biberbächli zur Ruederche zusammen.

##### Biberbächli
Das Biberbächli ist der 1,1 km lange, südliche und rechte Quellbach der Ruederche. Der Bach ist ein Nebenstrang und hat ein Einzugsgebiet von 0,59 km².
Das Biberbächli entspringt im Gewann Hauschachen auf einer Höhe von etwa 748 m ü. M. direkt an der Grenze zum Kanton Luzern.
Der Bach läuft in Richtung Norden, wobei ihm von rechts und links eine Reihe von Seitenbächen zufliessen.

#### Weiterer Verlauf

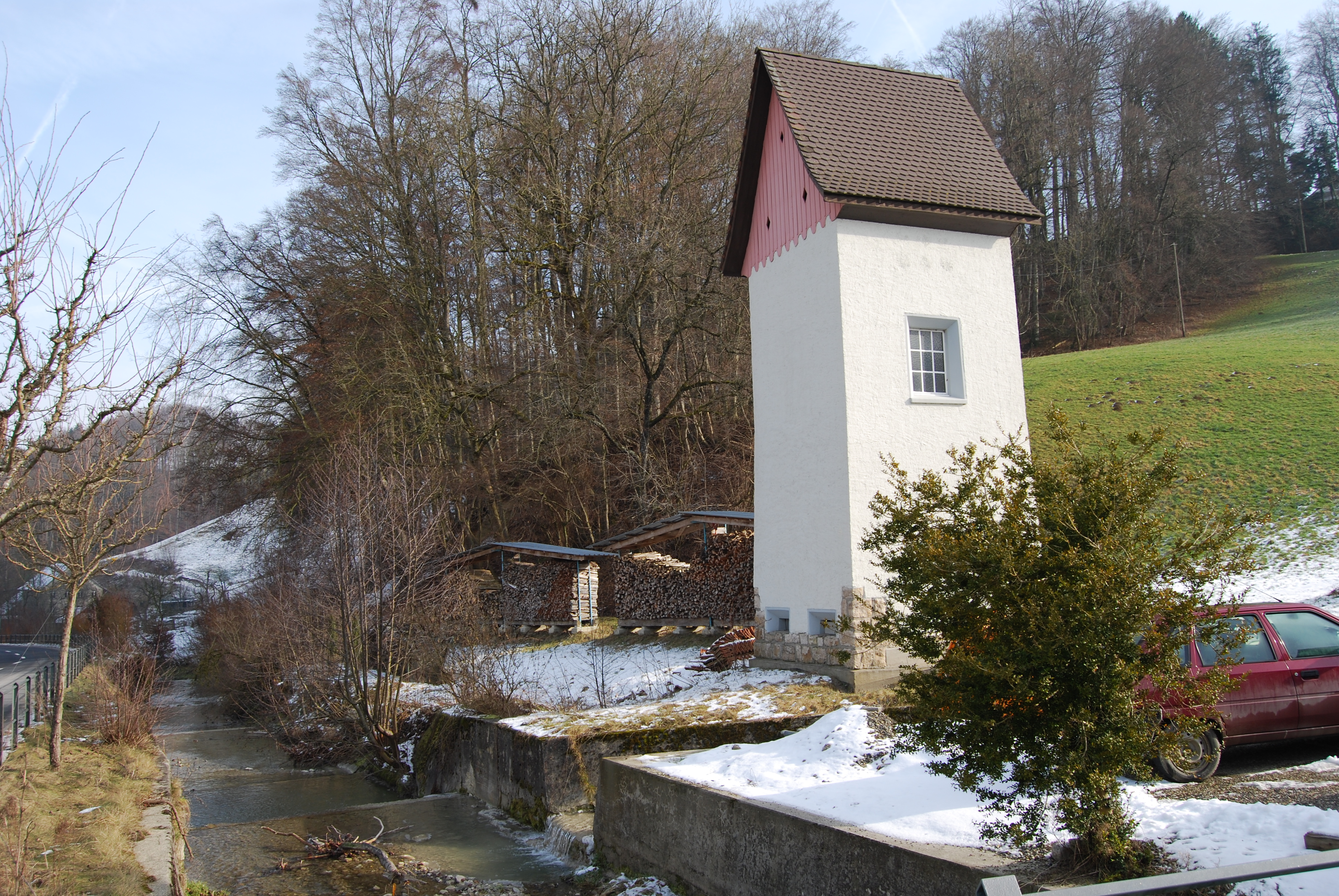
Die Ruederche in Schmiedrued

Die Ruederche fliesst zunächst in nordnordwestlicher Richtung durch Ackerland und zieht dann östlich an dem als Ortsteil zu Schmiedrued gehörenden Dorf Innerer Schiltwald vorbei. Etwas bachabwärts beim Ortsteil Walde fliesst ihr auf ihrer linken Seite das Gigerbächli zu. Die Ruederche durchfliesst dann das Dorf und erreicht danach die Einwohnergemeinde Schmiedrued, wo ihr am Ortseingang auf ihrer linken Seite der Lörentobelbach zufliesst. Die Ruederche durchquert den Ort und fliesst dabei am Weberei- und Heimatmuseum Ruedertal vorbei und nimmt dann auf ihrer rechten Seite den Haseltobelbach auf. Sie läuft dann nordostwärts durch das Ruedertal zum Weiler Matt, wo sie sich nach Nordwesten wendet. Knapp einen halben Kilometer später verlässt sie Schmiedrued und wechselt auf das Gebiet der Einwohnergemeinde Schlossrued.

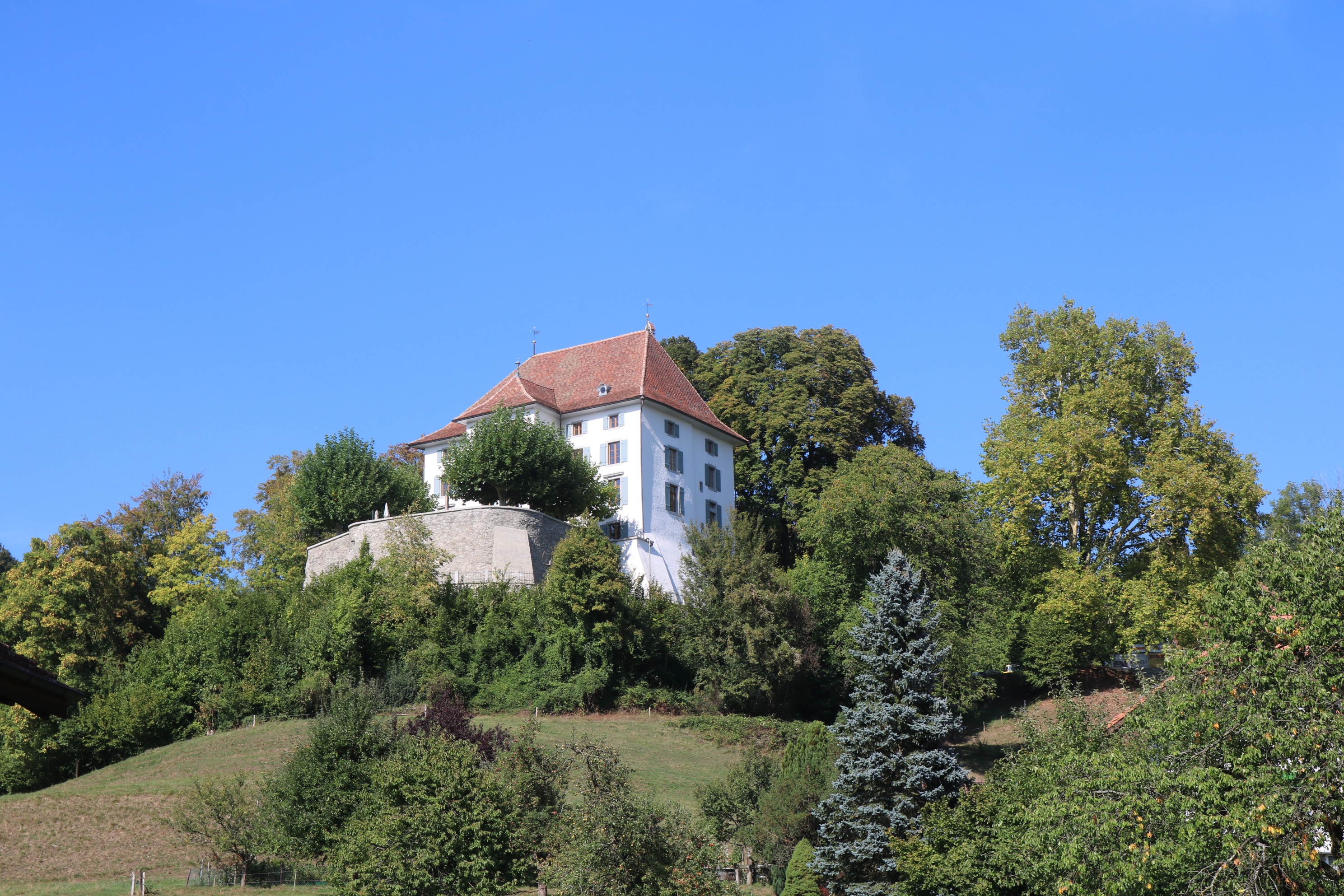
Blick auf Schloss Rued von der Hauptstrasse (2018)

Nach etwa 700 Metern erreicht sie das Dorf Kirchrued und zieht dort an der auf ihrer linken Seite stehenden Ev.-ref. Pfarrkirche Rued, der einzigen Kirche des gesamten Tales, vorbei. Am Ortsausgang wird sie auf ihrer linken Seite vom Eggschwilbach gestärkt. Sie passiert nun den Weiler Eisenbühl und erreicht kurz darauf Schlossrued, wo sie zunächst an der im Jahre 1658 erbauten Schlossmühle und dann an dem Gasthaus zum Storchen aus dem 17. Jh. vorbeifliesst. Unweit davon steht auf einem Hügel das Schloss Rued. Die Ruederche verlässt Schlossrued und läuft südlich von Längenthal am Südwestfuss des 586 m ü. M. hohen Chnubels entlang. Dort wird sie von links vom Längetelbach und kurz darauf von rechts vom Niederhofenbächlein gespeist. Knapp anderthalb Kilometer später passiert sie dann die Gemeindegrenze von Schlossrued nach Schöftland.
Kurz vor Schöftland fliessen ihr auf der rechten Seite der Surtelbach und gleich danach auf der anderen Seite der Hermenbach zu. Die Ruederche durchfliesst die Ortschaft und mündet schliesslich, zuletzt von Osten kommend, südlich der Picardiestrasse auf einer Höhe von 455 m ü. M. von rechts in die aus dem Süden heranziehende Suhre.
Der etwa 11,6 km lange Gesamtlauf der Ruederche endet ungefähr 345 Höhenmeter unterhalb der Quelle ihres linken Oberlaufs Schulbach, sie hat somit ein mittleres Sohlgefälle von circa 30 ‰.

### Einzugsgebiet
Das 19,41 km² grosse Einzugsgebiet der Ruederche liegt im Schweizer Mittelland und wird durch sie über die Suhre, die Aare und den Rhein zur Nordsee entwässert.
Es besteht zu 35,5 % aus bestockter Fläche, zu 56,1 % aus Landwirtschaftsfläche, zu 8,3 % aus Siedlungsfläche und zu 0,1 % aus unproduktiven Flächen.
Die Flächenverteilung
Die mittlere Höhe des Einzugsgebietes beträgt 612,4 m ü. M.

### Zuflüsse
Vom Ursprung bis zur Mündung. Namen nach dem Geoportal des Kantons Aargau. Daten nach dem Geoserver der Schweizer Bundesverwaltung
- Schulbach (linker Quellbach, Hauptstrang), 1,3 km, 0,94 km²
- Biberbächli (rechter Quellbach, Nebenstrang) 1,1 km, 0,59 km²
- Sennhofbächli (rechts), 0,6 km[5]
- Floomattbächli (rechts), 0,4 km
- Isigbaumgarte(bächli) (links), 1,0 km[5]
- Waldimatt (links)
- Leebach (rechts), 0,3 km[5]
- Gloeisbach (rechts), 0,4 km[5]
- Gigerbächli (links), 1,1 km, 0,88 km²
- Schlattmatt(bächli) (links), 0,7 km[5]
- Bächli I der Schür (links), 0,2 km
- Schnäggerain(bächli) (links), 0,1 km[5]
- Zelgli(bächli) (links), 0,2 km[5]
- Lörentobelbach (links), 1,1 km, 0,84 km²
- Läserhübel(bächli) (links), 0,7 km[5]
- Lööre(bächli) (links), 0,2 km[5]
- Haseltobelbach (rechts), 1,3 km, 0,95 km²
- Maiacher(bächli) (links), 0,2 km
- Sommerrain(bächli) (rechts), 0,4 km[5]
- Bächli Im Oberst (rechts), 0,4 km
- Hudelmatt(bächli) (links), 0,2 km[5]
- Hudelweid(bächli) (links), 0,3 km[5]
- Beelimattbächli (rechts), 0,5 km[5]
- → (Abzweig des Hugelshofer Kanals) (nach links)
- ← (Rücklauf des Hugelshofer Kanals) (von links)
- Eggschwilbach (links), 2,0 km, 2,02 km²
- Oberes Burgbächli (links), 0,4 km
- Pfaffeberg(bächli) (rechts), 0,7 km[5]
- Unteres Burgbächli (links), 0,6 km[5]
- Batthofbächli (rechts), 0,7 km
- Längetelbach (rechts), 1,3 km, 0,85 km²
- Niederhofenbächlein (links), 1,0 km[5]
- Chlack(bächli) (rechts), 0,7 km[5]
- Surtelbach (rechts), 1,8 km, 1,29 km²
- Hermenbach (links), 1,5 km[5], 2,37 km²
- → (Abzweig des Haselbachs) (nach rechts), 0,7 km[5]; mündet in die Suhre

## Hydrologie
Bei der Mündung der Ruederche in die Suhre beträgt ihre modellierte mittlere Abflussmenge (MQ) 370 l/s. Ihr Abflussregimetyp ist pluvial inférieur und ihre Abflussvariabilität beträgt 25.

## Hochwasser und Renaturierung
Die Ruederche war in der Vergangenheit mehrmals über die Ufer getreten, letztmals am 8. August 2007, als sie in Schlossrued und Schöftland zahlreiche Keller und Tiefgaragen überflutet hatte. Aus diesem Grund wird seit einigen Jahren eine Renaturierung angestrebt. Die bisher letzten Renaturierungsmassnahmen wurden im Herbst 2009 abgeschlossen. Weitere sind vorgesehen.

## Natur und Umwelt
Zusammen mit den Seitenbächen Änzigraben, Gygerbächli bei Walde, Lorentobel, Steinigbach und Bach von Hasel ist insbesondere der obere Teil der Ruederche von grossem Wert für die Natur, da solche naturnahen, komplexen Bachsysteme im südlichen Aargau selten sind. Hingegen sind die beiden Engnisse in Walde und in Schlossrued insbesondere für die Amphibienpopulationen problematisch. Da diese Tiere die Engnisse nur schwer überwinden können, sind die Lebensräume nur schwach vernetzt.